# トレマ
トレマ（仏: tréma）（¨、◌̈）は、ダイアクリティカルマーク（発音区別符号）の一種。母音を表す文字の上に付される2点「¨」からなり、ドイツ語などで用いられるウムラウトと同型の符号である。
フランス語では「tréma（トレマ）」、英語では「diaeresis（ダイエリシス）」、スペイン語では「diéresis（ディエレシス）」または「crema（クレマ）」という。日本語では「分音記号（ぶんおんきごう）」や「分音符号（ぶんおんふごう）」、「分音符（ぶんおんふ）」と呼ばれることもあるが、これらはダイアクリティカルマーク全般を指すこともある。

## 概要
「トレマ」という語は、古代ギリシア語で「穴・開き口」を意味する τρῆμα トレーマ に由来する。
「ダイエリシス」、「ディエレシス」も、古代ギリシア語で「分割」を意味する διαίρεσις ディアイレシス に由来する。
ラテン文字やギリシャ文字などのアルファベットを用いる言語のある綴りにおいて母音が連続して表記されているとき、二重音字ではなくそれぞれの母音を単音として発音する場合、もしくは黙字ではなく発音する場合に付される。フランス語、ギリシャ語や、フランス語から英語に借用された単語などで用いられる。
言語によっては、同一の記号がトレマとは無関係な目的で使用される。

## 各言語における用法

### ラテン・アルファベット

#### 英語
主にフランス語からの借用語に使われるほか、zoölogy や coöperate, reëlect のように複数の母音字の並びがダイグラフでないことを表すために使うことがある。ただし、この用法は現在ではほとんど廃れている。
固有名詞では、語末の e を発音することを表すために使われることがある。
- 例：Chloë（クローイー）、Zoë（ゾーイー）、Brontë（ブロンティー）。

#### フランス語
複数の文字でひとつの音を表すダイグラフを多用するため例外的な「ダイグラフにしない文字」をトレマのついた ë, ï, ü, ÿ によって明示する。
- ë: canoë（カノエ）、noël（ノエル）、Citroën（シトロエン）。トレマを使わずに書くと oe 部分は [wa] という異なる発音になる（例：moelleux（[mwa.lø] モアルー））。
- ï:  naïf（[na.if] ナイフ）。トレマを使わずに naif と書くと [nɛf]（ネフ）と発音することになる。
- ü: capharnaüm（カファルナオム：カペナウム、雑多な物で埋まった場所）。
- ÿ: L'Haÿ-les-Roses（ライ＝レ＝ローズ）。ÿ は一部の固有名詞にのみあらわれ、頻度がきわめて低い。

1990年の新正書法では、gu の後ろに母音が置かれたとき、u を発音する場合は必ず ü と書く。これに従えば、従来 aiguë（エギュ、aigu「鋭い」の女性形）と書かれていた語は aigüe と書くことになった。
固有名詞においては、Saint-Saëns（サン＝サーンス）、Staël（スタール）のような例外的用法がある（実質的に ë の黙字化）。

#### ドイツ語
同形のウムラウトとは別で、複数の文字を切り離して別々に読むことを意味するトレマが存在する。ë が Piëch（ピエヒ）のように固有名詞において使われることがある。ドイツ語では ie がダイグラフなので、トレマを使わずに Piech と書くと「ピーヒ」と発音することになる。

#### スペイン語
もっぱらüが güe, güi においてのみ用いられ、それぞれ /gwe/, /gwi/ という発音を表す。トレマを用いずに gue, gui と書くと、uが発音されず /ge/, /gi/ という発音を表すことになる。

#### ポルトガル語
基本的にポルトガル語ではトレマを用いないが、過去にブラジルでは gue, gui, que, qui の4つの綴りにおいて u を発音する場合に、üを用いる表記法が2012年まで使用されていた。

#### オランダ語
フランス語と同じく複数の母音字が続く際、それがダイグラフでないことを表すために、後ろの母音字の上にトレマを加えた ä, ë, ï, ö, ü を用いる。また ä, ö, ü はウムラウトとしてドイツ語からの借用語に使われることがある。
ほかには、正書法としては認められていないが、しばしば ij のかわりに ÿ が用いられることがある（筆記した際の字形が似ているため）。

#### カタルーニャ語・オクシタン語
母音字のあとの i、u が二重母音の一部でないことを示すために ï, ü を用いる。

#### ウェールズ語
複数の母音字が続くときに、切って読むことを示すために用いる。母音字の前の i が /j/ ではなく母音の /i/ であることを示すのに ï を用いる例が最も多い。
- 例：mwncïod （mwnci 「猿」の複数形）

#### マダガスカル語
軟口蓋鼻音 /ŋ/ の音を表記するために、n の上にトレマを付すことがある（n̈）。硬口蓋鼻音 /ɲ/ を表す ñ と混同しやすい上、"ng" と表記することで代用できるため、次第に用いられなくなっている。

### ギリシャ・アルファベット
現代ギリシャ語では、ϊ, ϋ およびそれにアクセントのついた ΐ, ΰ を使用する。現代ギリシャ語では複数字でひとつの母音を表すことがあり（例: αι は /e/、ει, οι, υι は /i/, ου は /u/）、また υ は子音（/f/, /v/）として読まれることもあるが、トレマ（διαλυτικά ズィアリティカ）はこれらを本来の音で発音させるために用いる。

## 音声記号
国際音声記号では、補助記号として使われる。
- 文字の上に付して、中舌化を表す。
- 文字の下に付して、かすれ音を表す。

## 符号位置
| 記号 | Unicode | JIS X 0213 | 文字参照            | 名称                                                         |
| ---- | ------- | ---------- | ------------------- | ------------------------------------------------------------ |
| ¨    | U+00A8  | 1-1-15     | &uml; &#xA8; &#168; | ウムラウト, ダイエレシス DIAERESIS                           |
| ̈     | U+0308  | 1-11-77    | &#x308; &#776;      | ダイエレシス(合成可能), 中舌母音化 COMBINING DIAERESIS       |
| ̤     | U+0324  | 1-1-82     | &#x324; &#804;      | 下ダイエレシス(合成可能), かすれ音 COMBINING DIAERESIS BELOW |
| ΅    | U+0385  | -          | &#x385; &#901;      | Ελληνικά διαλυτικά και τόνος GREEK DIALYTIKA TONOS           |

| 大文字 | Unicode | JIS X 0213 | 文字参照              | 小文字 | Unicode | JIS X 0213 | 文字参照             | 備考                                                 |
| ------ | ------- | ---------- | --------------------- | ------ | ------- | ---------- | -------------------- | ---------------------------------------------------- |
| Ä      | U+00C4  | 1-9-27     | &Auml; &#xC4; &#196;  | ä      | U+00E4  | 1-9-58     | &auml; &#xE4; &#228; |                                                      |
| Ǟ      | U+01DE  | -          | &#x1DE; &#478;        | ǟ      | U+01DF  | -          | &#x1DF; &#479;       | リヴォニア語                                         |
| Ë      | U+00CB  | 1-9-34     | &Euml; &#xCB; &#203;  | ë      | U+00EB  | 1-9-65     | &euml; &#xEB; &#235; | フランス語、オランダ語                               |
| Ḧ      | U+1E26  | -          | &#x1E26; &#7718;      | ḧ      | U+1E27  | -          | &#x1E27; &#7719;     | クルド語ハワル式（アラビア文字ح用）                  |
| Ï      | U+00CF  | 1-9-38     | &Iuml; &#xCF; &#207;  | ï      | U+00EF  | 1-9-69     | &iuml; &#xEF; &#239; | フランス語                                           |
| Ḯ      | U+1E2E  | -          | &#x1E2E; &#7726;      | ḯ      | U+1E2F  | -          | &#x1E2F; &#7727;     |                                                      |
| Ö      | U+00D6  | 1-9-45     | &Ouml; &#xD6; &#214;  | ö      | U+00F6  | 1-9-76     | &ouml; &#xF6; &#246; |                                                      |
| Ȫ      | U+022A  | -          | &#x22A; &#554;        | ȫ      | U+022B  | -          | &#x22B; &#555;       | リヴォニア語                                         |
| Ü      | U+00DC  | 1-9-50     | &Uuml; &#xDC; &#220;  | ü      | U+00FC  | 1-9-81     | &uuml; &#xFC; &#252; | フランス語、スペイン語、ポルトガル語、中国語（拼音） |
| Ǖ      | U+01D5  | -          | &#x1D5; &#469;        | ǖ      | U+01D6  | 1-8-89     | &#x1D6; &#470;       | 中国語（拼音）                                       |
| Ǘ      | U+01D7  | -          | &#x1D7; &#471;        | ǘ      | U+01D8  | 1-8-90     | &#x1D8; &#472;       | 中国語（拼音）                                       |
| Ǚ      | U+01D9  | -          | &#x1D9; &#473;        | ǚ      | U+01DA  | 1-8-91     | &#x1DA; &#474;       | 中国語（拼音）                                       |
| Ǜ      | U+01DB  | -          | &#x1DB; &#475;        | ǜ      | U+01DC  | 1-8-92     | &#x1DC; &#476;       | 中国語（拼音）                                       |
| Ṳ      | U+1E72  | -          | &#x1E72; &#7794;      | ṳ      | U+1E73  | -          | &#x1E73; &#7795;     | 閩東語（平話字）                                     |
| Ṻ      | U+1E7A  | -          | &#x1E7A; &#7802;      | ṻ      | U+1E7B  | -          | &#x1E7B; &#7803;     |                                                      |
| Ẅ      | U+1E84  | -          | &#x1E84; &#7812;      | ẅ      | U+1E85  | -          | &#x1E85; &#7813;     | ウェールズ語                                         |
| Ẍ      | U+1E8C  | -          | &#x1E8C; &#7820;      | ẍ      | U+1E8D  | -          | &#x1E8D; &#7821;     | クルド語ハワル式（アラビア文字غ用）                  |
| Ÿ      | U+0178  | -          | &Yuml; &#x178; &#376; | ÿ      | U+00FF  | 1-9-84     | &yuml; &#xFF; &#255; | フランス語、イボ語、（オランダ語）                   |

| 記号 | Unicode | JIS X 0213 | 文字参照         | 備考                                               |
| ---- | ------- | ---------- | ---------------- | -------------------------------------------------- |
| ẗ    | U+1E97  | -          | &#x1E97; &#7831; | アラビア文字翻字（ター・マルブータ ة）、小文字のみ |

HTML実体参照では、&Euml; のように、& と uml; でトレマの付かない文字を囲む。